# サイエンスガール ▽ サイレンスボーイ
| 専門評論家によるレビュー            | 専門評論家によるレビュー |
| レビュー・スコア                    | レビュー・スコア         |
| 出典                                | 評価                     |
| ----------------------------------- | ------------------------ |
| 『Rolling Stone Japan』（南波一海） | [ 2 ]                    |

「サイエンスガール ▽ サイレンスボーイ」は、科学究明機構ロヂカ?の楽曲。同グループの1stシングルとして2012年11月21日に、ユニバーサルJから発売された。TBSテレビ『ランク王国』2012年10・11月度エンディングテーマ、千葉テレビ『ハピはぴ・モーニング〜ハピモ〜』の2012年11月エンディングテーマとして使用された。

## 収録内容

### 通常盤

#### CD
1. サイエンスガール ▽ サイレンスボーイ
作詞・作曲・編曲：EHAMIC
2. ユメを解く理論
作詞：畑亜貴　作曲・編曲：安岡洋一郎
3. IMA ELEMENT with エレメントガールズ
作詞：AtoBE 作曲：小笠原淳 編曲：原田ナオ
4. サイエンスガール ▽ サイレンスボーイ（SOUND ONLY）
5. ユメを解く理論（SOUND ONLY）
6. IMA ELEMENT with エレメントガールズ（SOUND ONLY）

### 初回限定盤

#### CD
1. サイエンスガール ▽ サイレンスボーイ
2. ユメを解く理論
3. IMA ELEMENT with エレメントガールズ
4. サイエンスガール ▽ サイレンスボーイ（SOUND ONLY）
5. ユメを解く理論（SOUND ONLY）
6. IMA ELEMENT with エレメントガールズ（SOUND ONLY）

#### DVD
1. サイエンスガール ▽ サイレンスボーイ（Music Video）
2. IMA ELEMENT with エレメントガールズ（Music Video）